# Salvatore Russo (scenografo)
Salvatore Russo (Palermo, 22 ottobre 1940) è uno scenografo e costumista italiano.

## Biografia
Discendente di una famiglia aristocratica siciliana, Salvatore Russo si forma a Roma dove frequenta il liceo classico. Dopo aver conseguito da privatista anche il diploma di liceo artistico, si iscrive all'Accademia di Belle Arti, dove è stato alunno di Mario Rivosecchi, Sante Monachesi e Gino Tani. Durante i quattro anni di accademia frequenta, in aggiunta, alcuni corsi della facoltà di Architettura dell'Università La Sapienza, tra cui quello biennale dello scenografo e costumista Veniero Colasanti. Al contempo, dall’età di sedici anni, e per otto anni, studia danza classica presso la Scuola del Balletto di Roma; inoltre segue corsi di canto e pianoforte.
Quando era ancora studente dell'Accademia, Giovacchino Forzano, librettista di Giacomo Puccini, lo presenta a Tullio Serafin, sovrintendente del Teatro dell'Opera di Roma, che ne approva il debutto, nel 1963, come scenografo e costumista del balletto Tre canzoni italiane di Franca Bartolomei. Nella stagione 1964/1965 affianca Lila De Nobili come assistente per Le Roi de Gourmets di Jean Babilée. Con De Nobili, Russo approfondisce l'estetica della scenografia dipinta e la contestualizzazione storica del costume.
A partire dalla seconda metà degli anni sessanta, ha lavorato presso molti teatri italiani e internazionali (dal Brasile al Giappone, dalla Corea alla Germania, dalla Svizzera alle più importanti città della Bulgaria) collaborando con noti registi (come Franco Zeffirelli, Mauro Bolognini, Enrico Stinchelli e Filippo Crivelli), cantanti lirici (tra cui Ghena Dimitrova, Giuseppe Di Stefano, Tito Gobbi, Rajna Kabaivanska),Maria Dragoni, nonché coreografi e ballerini (come Franca Bartolomei, Ugo Dell'Ara, Anton Dolin, Attilia Radice, Alberto Testa,  Giuseppe Urbani e Micha van Hoecke).
È stato professore di Disegno e Storia dell'arte presso l'Accademia di Belle Arti di Viterbo dal 1977 al 2000 e, parallelamente, ha diretto la sartoria del Teatro dell'Opera di Roma dal 1990 al 1993, disegnando costumi e scenografie per opere e balletti. Durante gli anni ottanta e novanta ha lavorato come costumista e scenografo anche per il cinema e la televisione.

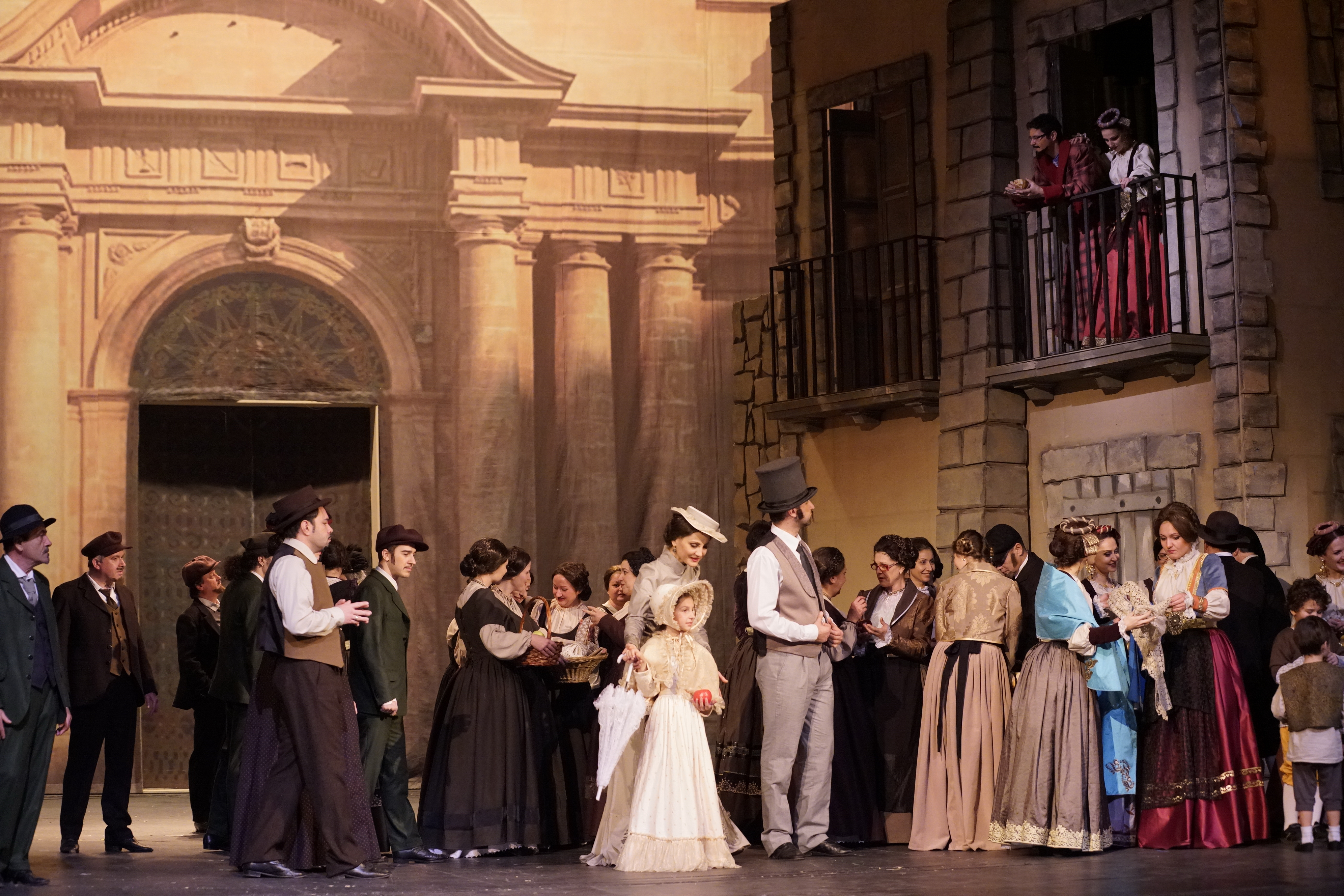
Cavalleria rusticana, Teatro Nazionale dell’Opera di Stara Zagora, 2016. Archivio Salvatore Russo.

Dal 1997, per quasi trent'anni, ha creato scene e costumi per i principali teatri bulgari, offrendo un contributo particolare alla penetrazione della cultura del corredo scenografico e costumistico di opere e balletti inteso come parte integrante dello spettacolo. In questo senso è considerato uno degli ultimi rappresentanti della contestualizzazione storica del costume e un prezioso custode della tradizione della scenografia dipinta. Importante contributo gli è riconosciuto dal direttore Ognyan Draganov anche per l’acculturamento della Sartoria Teatrale del Teatro Nazionale dell’Opera di Stara Zagora e per la formazione specifica del suo personale tecnico.

## Premi e riconoscimenti
- Premio Gulbenkian (1969)
- Premio Positano (1970)
- Premio Torre d’Argento (1986)
- Premio Internazionale Gino Tani (1991).